# Lathrolestes protenus
Lathrolestes protenus là một loài tò vò trong họ Ichneumonidae.